# Davoser Hochschulkurse

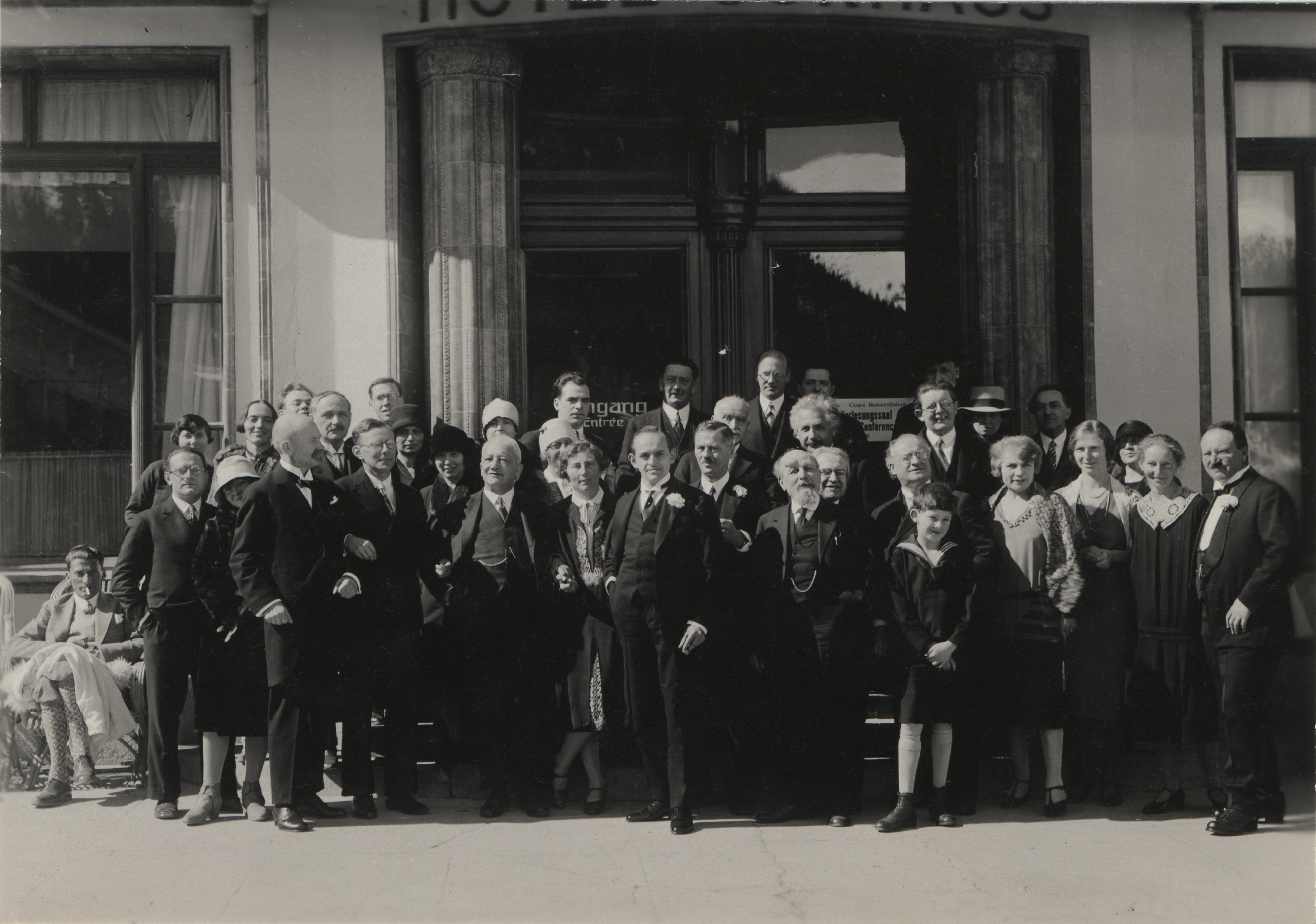
Teilnehmer des Davoser Hochschulkurses (1928)

Die Davoser Hochschulkurse (frz. Cours universitaires de Davos) waren von 1928 bis 1931 Bestandteil eines Projektes zur Entwicklung einer internationalen Universität in Davos.

## Ursprünge

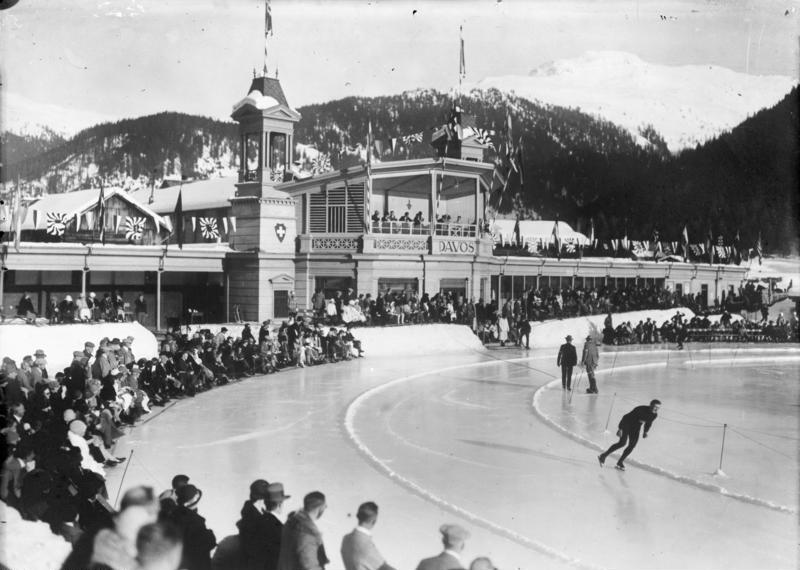
Davos 1932: Hochschulkurse und Sportveranstaltungen sollten zusätzliche Attraktionen über die medizinischen Kureinrichtungen hinaus schaffen.

Die Davoser Hochschulkurse verdanken ihre Entstehung sich ergänzenden Aktivitäten auf lokaler wie auf internationaler Ebene.

### Örtliche Initiative
Angesichts des hohen Anteils tuberkulosekranker Studenten unter den Patienten in den Kliniken des mondänen internationalen Kurorts entwickelte eine Gruppe von Davoser Ärzten zwischen 1926 und 1927 den Plan, in der Stadt eine internationale universitäre Einrichtung zu schaffen.

### Internationale Aktivitäten
Das Projekt in Davos fiel mit einem zunehmenden Wiederaufleben der internationalen Beziehungen nach dem Ersten Weltkrieg zusammen, insbesondere der Wiederanbahnung wissenschaftlicher Kontakte zwischen dem Frankreich der Dritten Republik und der Weimarer Republik im Anschluss an die Verträge von Locarno im Jahr 1925. Während die intellektuellen Kreise Frankreichs in vollem Umfang an den Projekten der Commission internationale de coopération intellectuelle (CICI, Unterorganisation des Völkerbunds) teilnehmen konnten, waren deutsche Wissenschaftler (ebenso wie ihre österreichischen, bulgarischen und ungarischen Kollegen) seit November 1919 aus internationalen wissenschaftlichen Institutionen ausgeschlossen und durften nicht an internationalen Kongressen teilnehmen. Diese Massnahme wurde durch den Internationalen Forschungsrat (Conseil International de Recherche, CIR) in Brüssel überwacht.
An internationalem Austausch interessierte deutsche Wissenschaftler hatten sich u. a. aus diesem Grund verschiedenen lokalen Deutsch-Französischen Gesellschaften (DFG) angeschlossen. Intellektuelle aus diesen Gruppen setzten sich mit der Davoser Initiative in Verbindung und entwickelten mit ihr gemeinsam das Projekt einer internationalen Universität in Form jährlicher Kongresse.

## Organisation
Unter dem Vorsitz von Paul Müller setzte sich das Gründungskomitee, dem ausserdem der Soziologe Gottfried Salomon (1892–1964), Präsident der Deutsch-Französischen Gesellschaft (DFG) in Frankfurt am Main, und der Davoser Bürgermeister Erhard Branger (1881–1958) angehörten, zum Ziel, jedes Jahr einmal in Davos die Elite der europäischen Intellektuellen zu Wochen des Austauschs und der gemeinsamen Arbeit zu versammeln. Das Komitee wurde ab 1929 von drei nationalen Komitees aus Deutschland, Frankreich und der Schweiz unterstützt.
Vier Jahre in Folge, von 1928 bis 1931, lud das Komitee jährlich eine Anzahl bedeutender Intellektueller, vor allem Hochschullehrer aus Deutschland und Frankreich, dazu ein, in Davos während drei Wochen am Ende des Winters jeweils einen Vortrag in deutscher oder französischer Sprache zu halten. Die Hochschullehrer sollten dabei von vielversprechenden Studenten begleitet werden, für die zusätzlich zu den Vorträgen ein Programm von Arbeitsgemeinschaften angeboten wurde, die ihnen Gelegenheit bieten sollten, Studierende der jeweils anderen Nation besser kennen zu lernen.

## Teilnehmer

### Vortragende 1928

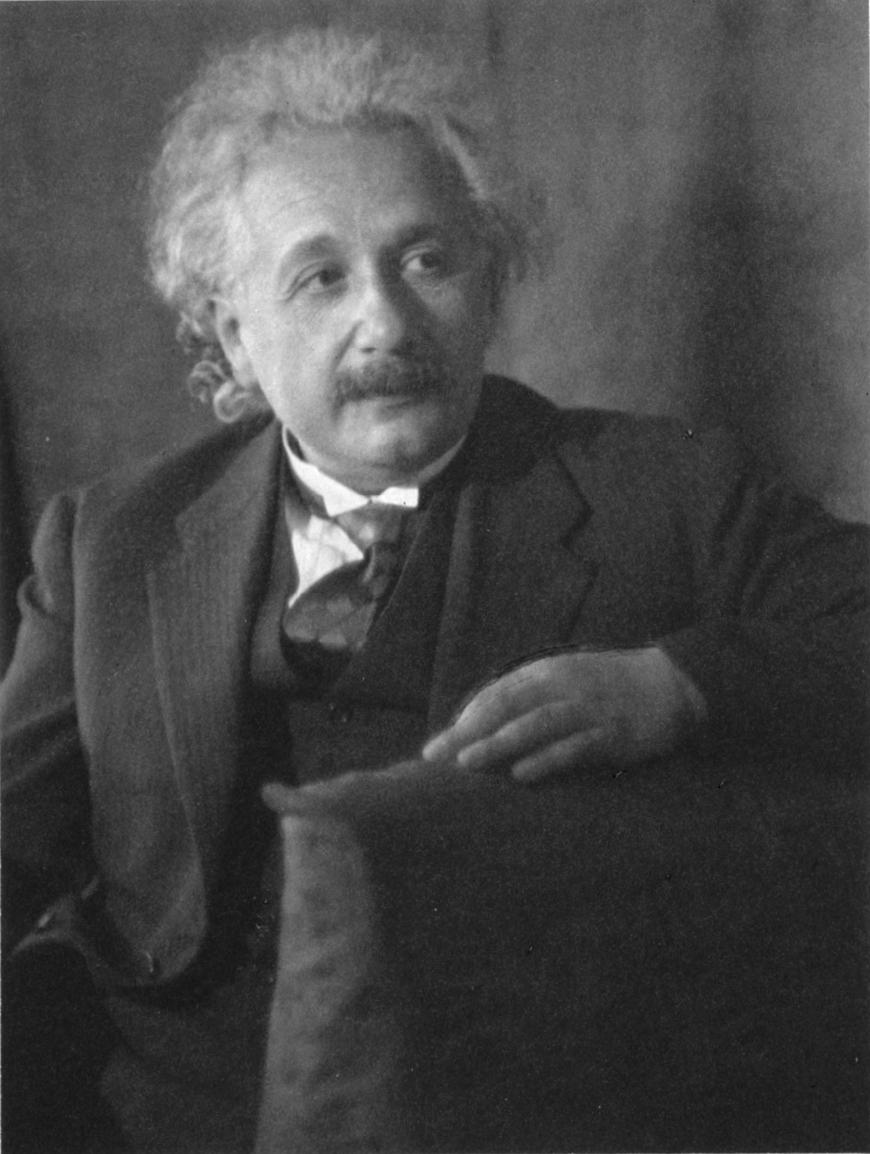
Albert Einstein (Foto von 1931), dessen Anwesenheit dem ersten Hochschulkurs die gewünschte öffentliche Aufmerksamkeit brachte.

Der erste Davoser Hochschulkurs wurde von Erhard Branger (Bürgermeister von Davos), dem französischen Soziologen und Philosophen Lucien Lévy-Bruhl, dem deutschen Biologen und Naturphilosophen Hans Driesch und dem deutsch-schweizer Physiker Albert Einstein eröffnet.
| - Fernand Baldensperger (Vergleichender Literaturwissenschaftler, Frankreich) - Charles Blondel (Psychologe, Frankreich) - Célestin Bouglé (Soziologe, Frankreich) - Yves de La Brière (Rechtswissenschaftler, Frankreich) - Christian Cornélissen (Schriftsteller, Niederlande) - Georges Davy (Soziologe, Frankreich) - Paul Desjardins (Philosoph und Schriftsteller, Frankreich) - Hans Driesch (Biologe und Naturphilosoph, Deutschland) - Albert Einstein (Physiker, Deutschland/Schweiz) - Adhémar Gelb (Psychologe, Deutschland) - Edmond Goblot (Philosoph und Soziologe, Frankreich) - Friedrich von Gottl-Ottlilienfeld (Staatswissenschaftler und Nationalökonom, Deutschland) | - Eberhard Grisebach (Philosoph, Deutschland) - Paul Häberlin (Philosoph, Psychologe und Pädagoge; Schweiz) - Henri Hauser (Historiker und Wirtschaftswissenschaftler, Frankreich) - Friedrich Hertz (Soziologe, Nationalökonom und Kulturhistoriker, Österreich) - Paul Kluckhohn (Germanist, Deutschland) - Lucien Lévy-Bruhl (Philosoph und Ethnologe, Frankreich) - Hans Lewald (Rechtswissenschaftler, Deutschland) - Arthur Liebert (Philosoph, Deutschland) - Theodor Litt (Philosoph und Pädagoge, Deutschland) - Marcel Mauss (Soziologe und Ethnologe, Frankreich) - Fritz Medicus (Philosoph, Schweiz) | - Albrecht Mendelssohn-Bartholdy (Rechts- und Politikwissenschaftler, Deutschland) - Hans Naumann (Mediävist und Volkskundler, Deutschland) - Franz Oppenheimer (Arzt, Soziologe und Nationalökonom, Deutschland) - Jean Piaget (Entwicklungspsychologe und Epistemologe, Schweiz) - Roger Picard (Frankreich) - Henri Piéron (Psychologe, Frankreich) - Karl Eman Pribram (Wirtschaftswissenschaftler, Österreich) - Erich Przywara (Philosoph und Theologe, Deutschland) - Gustav Radbruch (Rechtswissenschaftler, Deutschland) - Albert Thibaudet (Literaturkritiker und Schriftsteller, Frankreich/Schweiz) - Paul Tillich (Theologe und Philosoph, Deutschland) |

### Vortragende 1929

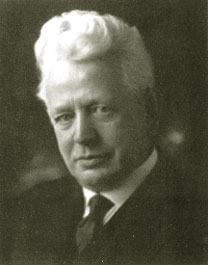
Der zweite Kurs (1929) stiess v. a. wegen der Teilnahme von Ernst Cassirer (Foto) und Martin Heidegger auf grosses öffentliches Interesse.

Der zweite Kurs wurde vom Schweizer (Bundesrat) Giuseppe Motta eröffnet und erregte insbesondere durch die sogenannte Davoser Disputation zwischen Martin Heidegger und Ernst Cassirer Aufmerksamkeit.
| - Willy Andreas (Historiker, Deutschland) - Léon Brunschvicg (Philosoph, Frankreich) - Armando Carlini (Philosoph, Italien) - Jean-Marie Carré (Vergleichender Literaturwissenschaftler, Frankreich) - Ernst Cassirer (Philosoph, Deutschland) - Martin Heidegger (Philosoph, Deutschland) | - Karl Joël (Philosoph, Deutschland) - Albert Pauphilet (Mediävist, Frankreich) - Wilhelm Pinder (Kunsthistoriker, Deutschland) - Erich Przywara (Philosoph und Theologe, Deutschland) | - Gonzague de Reynold (Historiker und Schriftsteller, Schweiz) - Kurt Riezler (Philosoph und Diplomat, Deutschland) - Ferdinand Sauerbruch (Chirurg, Deutschland) - Henri Tronchon (Romanist und vergleichender Literaturwissenschaftler, Frankreich) - Eduard Wechssler (Romanist, Deutschland) |

#### Teilnehmende Studenten
| - Otto Friedrich Bollnow – Rudolf Carnap – Jean Cavaillès – Norbert Elias – Emmanuel Lévinas – Karl Mannheim – Leo Strauss – Hermann Mörchen – Helene Weiss |

### Vortragende 1930
Der dritte Hochschulkurs wurde vom Bundesrat Heinrich Häberlin eröffnet. Zum ersten Mal wurden einige Vorträge auch auf Englisch gehalten.
| - Jacques Ancel (Geograph und Geopolitiker, Frankreich) - Maurice Ansiaux (Belgien) - Arthur Baumgarten (Rechtswissenschaftler, Deutschland/Schweiz) - Maurice Baumont (Historiker, Frankreich) - Guido Bortolotto (Italien) - Laurent Dechesne (Historiker und Rechtswissenschaftler, Belgien) - Lucien Febvre (Historiker, Frankreich) | - Maurice Halbwachs (Soziologe und Philosoph, Frankreich) - Hermann Kantorowicz (Rechtswissenschaftler, Deutschland) - Hendrik de Man (Psychologe und Politiker Belgische Arbeiterpartei POB/BWP, Belgien) - William Martin (Historiker und Journalist, Schweiz) - Edgar Milhaud (Schweiz) - Leo Polak (Philosoph, Niederlande) | - Karl Rothenbücher (Deutschland) - Georges Scelle (Rechtswissenschaftler, Mitarbeiter des Völkerbunds, Frankreich) - Werner Sombart (Soziologe und Volkswirt, Deutschland) - Alfred Weber (Nationalökonom und Soziologe, Deutschland) - Leopold von Wiese (Soziologe und Volkswirt, Deutschland) - Alfred Eckhard Zimmern (Historiker und Politikwissenschaftler, Grossbritannien) |

### Vortragende 1931

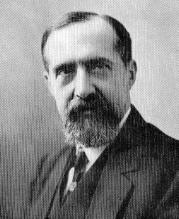
Der Vortrag von André Honnorat, Abgeordneter der französischen Nationalversammlung, über die Cité Internationale Universitaire de Paris stiess beim Davoser Organisationskomitee im Hinblick auf die geplante weitere Entwicklung der Kurse auf grosses Interesse.

Carl Heinrich Becker (ehemaliger preussischer Kultusminister) nahm an der Eröffnungszeremonie des vierten Kurses teil.
| - Gertrud Bäumer (Frauenrechtlerin und Politikerin Deutsche Demokratische Partei DDP, Deutschland) - Guido Bortolotto (Italien) - Pierre Bovet (Psychologe und Pädagoge, Schweiz) - Marcel Déat (Politiker Section française de l’Internationale ouvrière SFIO, Frankreich) - Wilhelm Flitner (Pädagoge, Deutschland) - Hans Freyer (Soziologe, Historiker und Philosoph, Deutschland) - Georges Gastinel (Frankreich) | - Siegfried Giedion (Architekturhistoriker, Schweiz) - Jean Guéhenno (Schriftsteller und Literaturkritiker, Frankreich) - Paul Häberlin (Philosoph, Psychologe und Pädagoge, Schweiz) - Otto Hoetzsch (Historiker, Publizist und Politiker, Deutschland) - André Honnorat (Politiker Union républicaine, Frankreich) | - Maurice Lacroix (Hellenist, Frankreich) - Paul Langevin (Physiker, Frankreich) - Adolf Löwe (Soziologe und Nationalökonom, Deutschland) - Hippolyte Luc (Frankreich) - Ignace Meyerson (Psychologe, Frankreich) - Ernst Michel (Journalist, Sozial- und Kulturphilosoph, Deutschland) |

## Ende der Hochschulkurse
Die für 1932 bereits geplanten Kurse mussten angesichts der Auswirkungen der Weltwirtschaftskrise ausfallen. Nach der Machtergreifung der NSDAP am 30. Januar 1933 und der anschliessenden Flucht zahlreicher deutscher Wissenschaftler ins Exil kamen die wissenschaftlichen Beziehungen zwischen Deutschland und Frankreich zum Erliegen, so dass auch weitere Kurse in Davos nicht mehr zustande kamen.